# Ruta de Rhode Island 179
La Ruta de Rhode Island 179, y abreviada R.I. 179 (en inglés: Rhode Island Route 179) es una carretera estatal estadounidense ubicada en el estado de Rhode Island. La carretera inicia en el Sur desde la Ruta 77     en Tiverton hacia el Norte en la Ruta 81     en Little Compton. La carretera tiene una longitud de 5,6 km (3.5 mi).

## Mantenimiento
Al igual que las autopistas interestatales, y las rutas federales y el resto de carreteras estatales, la Ruta de Rhode Island 179 es administrada y mantenida por el Departamento de Transporte de Rhode Island por sus siglas en inglés RIDOT.

## Cruces
La Ruta de Rhode Island 179 es atravesada principalmente por la Southlake Road.
| condado | Ubicación | Milla                 | Destinos                                                             | Notas |
| --- | --------- | --------------------- | -------------------------------------------------------------------- | ----- |
| Tiverton | 0.00      | RI 77 (Main Road)     | Terminal occidental de la Ruta 179. Hamlet of Tiverton Four Corners. |       |
| Little Compton | 3.53      | RI 81 (Crandall Road) | Terminal Oriental de la Ruta 179. Terminal Sur de la Ruta 81.        |       |
| 1.000 mi = 1.609 km; 1.000 km = 0.621 mi Cerrada/Antigua • Terminal concurrente • Acceso incompleto • Propuesta/Sin abrir |           |                       |                                                                      |       |